# Цветок (пьеса)
«Цветок» (др.-греч. Άνθεύς) — трагедия древнегреческого драматурга Агатона (вторая половина V века до н. э.). Её текст полностью утрачен, сохранилось только одно упоминание — в «Поэтике» Аристотеля. Согласно этому источнику, сюжет пьесы не был основан ни на мифологии, ни на реальных событиях: Агатон руководствовался только вымыслом, и это делает «Цветок» уникальным произведением для древнегреческой драматургии. Исследователям остаётся только строить предположения о персонажах пьесы и показанных в ней событиях.